# STS-76
STS-76 e седемдесет и шестата мисия на НАСА по програмата Спейс шатъл и шестнадесети полет на совалката Атлантис. Това е пети полет по програмата Мир-Шатъл и трето скачване на совалката с орбиталната станция Мир. С помощта на совалката на борда на станцията Мир пристига астронавтката Шанън Лусид, която поставя началото на постоянното за следващите две години американско присъствие в космоса.

## Екипаж
| Пост                    | Астронавт                             |
| ----------------------- | ------------------------------------- |
| Командир                | Кевин Чилтън трети космически полет   |
| Пилот                   | Ричард Сеърфос втори космически полет |
| Специалист на мисията 1 | Роналд Сега втори космически полет    |
| Специалист на мисията 2 | Майкъл Клифорд трети космически полет |
| Специалист на мисията 3 | Линда Годуин трети космически полет   |
| Специалист на мисията 4 | Шанън Лусид пети космически полет     |

## Полетът
Третото скачване на американската космическа совалка и руската космическа станция Мир доставя на борда астронавтката Шанън Лусид, която става първата американка на станцията. Нейният около четири и половина месечен престой подобрява американският рекорд за продължителност на полета, поставен от първия американец на Мир Норман Тагард. Лусид на свой ред е сменена от астронавта Джон Блаха по време на мисия STS-79 през август и така започва непрекъснатото присъствие в космоса на САЩ за следващите две години.
Полезния товар на совалката представлява системата за скачване на совалката към станцията и научният модул Спейсхеб. Това е първият полет на обитаемия модул, служещ като разширена площ за доставка на оборудване и провеждане на експерименти в орбита.
Скачването на совалката става на третия ден от полета чрез т. нар. Скачващ модул, доставен в космоса при мисия STS-74. Самото скачване става на 24 март в 02:34 UTC. На борда на станцията Мир е екипажът на 21-ва основна експедиция (ОЕ-21): командир Юрий Онуфриенко и бординженера Юрий Усачев, които са в космоса от 21 февруари. През юли към тях се присъединява командира на ОЕ-22 Генадий Манаков, бордния инженер Павел Виноградов и космонавтът на CNES Клоди Андре-Деше. След престой от около 2 седмици, Андре-Деше се завръща на Земята с Онуфриенко и Усачев, а Манаков и Виноградов остават на борда с Лусид.
В продължение на 5 дни на съвместен полет със станцията са прехвърлени около 1500 паунда (680 кг) вода и 2 тона научно оборудване, различни материали и елементи са прехвърлени към Мир; а експериментални проби и различни видове оборудване – обратно. В модула Spacehab се провеждат 11 отделни научни изследвания в областта на изследванията в условията на микрогравитация (влияние на космическата радиация върху растения, тъкани, клетки, бактерии и насекоми) и ефекти на безтегловността върху загубата на костна маса и др.
На 6-ия ден от полета, астронавтите Годуин и Клифорд провеждат първата американска дейност в открития космос (EVA) около два скачени космически кораба. По време на разходката от 6 часа и 2 минути, те разполагат 4 проби за въздействие върху околната среда за следващия 18-месечен период.

## Параметри на мисията
- Маса:
  - При старта: 111 740 кг
  - При кацането: 95 396 кг
  - Полезен товар: 6753 кг
- Перигей: 389 км
- Апогей: 411 км
- Инклинация: 51,6°
- Орбитален период: 92.5 мин

Скачване с „Мир“
- Скачване: 24 март 1996, 02:34:05 UTC
- Разделяне: 29 март 1996, 01:08:03 UTC
- Време в скачено състояние: 4 денонощия, 22 часа, 33 минути, 58 секунди.

### Космическа разходка
| № | Участници                     | Начало                 | Край                   | Продължителност |
| - | ----------------------------- | ---------------------- | ---------------------- | --------------- |
| 1 | Линда Годуин и Майкъл Клифорд | 27 март 1996 06:34 UTC | 27 март 1996 12:36 UTC | 6 часа 2 минути |

## Галерия
- Стартът на совалката
- Астронавтката Линда Годуин в открития космос
- Краят на мисията